# William E. DeGarthe Memorial Provincial Park
William E. DeGarthe Memorial Provincial Park är en park i Kanada.   Den ligger i provinsen Nova Scotia, i den sydöstra delen av landet, 900 km öster om huvudstaden Ottawa. William E. DeGarthe Memorial Provincial Park ligger 10 meter över havet.
Terrängen runt William E. DeGarthe Memorial Provincial Park är platt. Havet är nära William E. DeGarthe Memorial Provincial Park åt sydväst. Trakten är glest befolkad. Närmaste större samhälle är Peggys Cove, 0,21 km sydväst om William E. DeGarthe Memorial Provincial Park. 